# Giovanni Benedetto Castiglione
Giovanni Benedetto Castiglione (Genua, 1609 - Mantua, 1664) was een Italiaans barokkunstenaar, schilder, graficus en tekenaar, die tot de Genuese school behoorde. Hij is nu vooral bekend voor zijn uitgebreide gravures en als de uitvinder van de grafische techniek van de monoprint. Hij stond bekend in Italië als Il Grechetto (de Griek) en in Frankrijk als Le Benedette (de Gezegende).

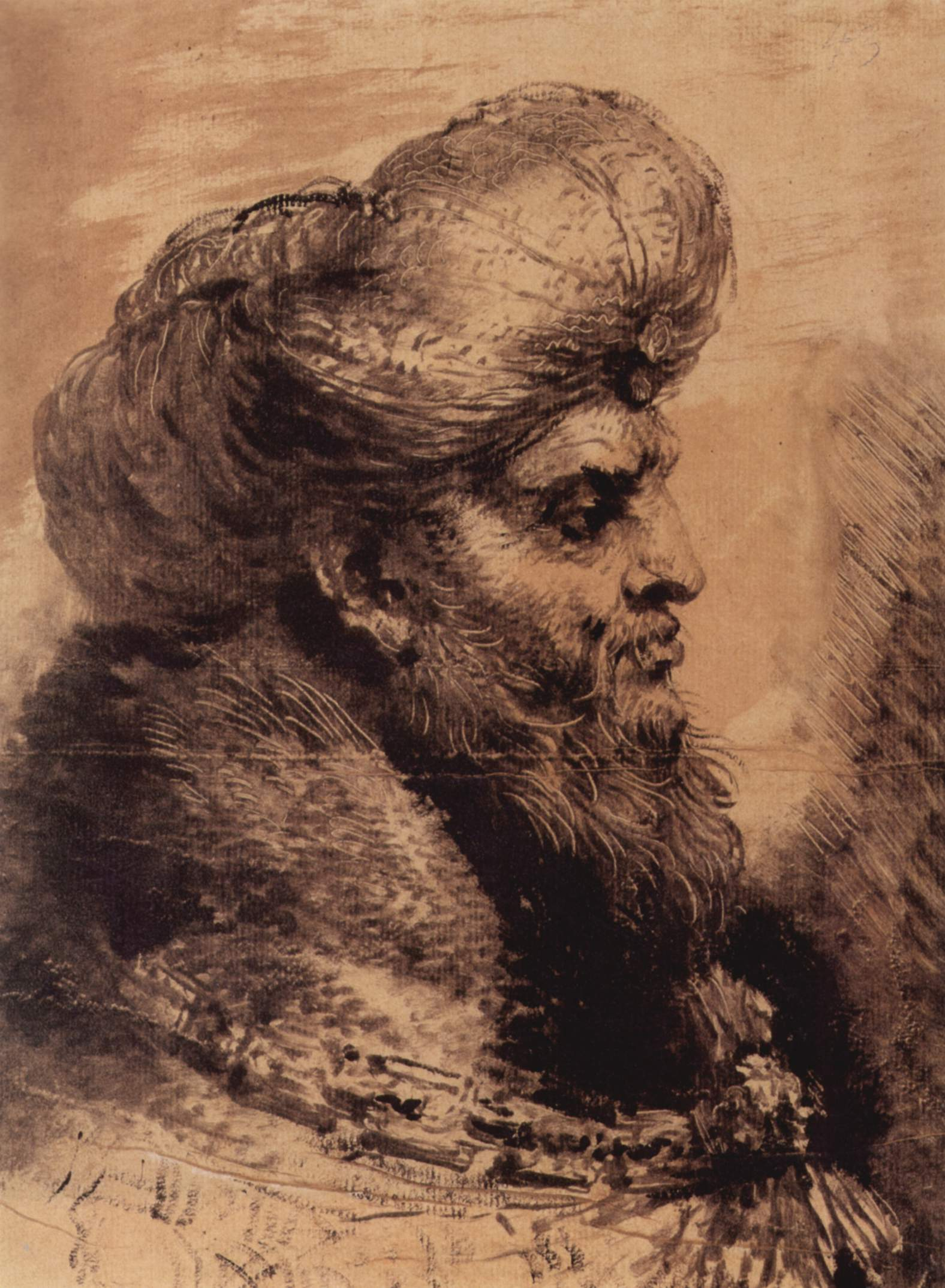
Monoprint van een oosterse man.

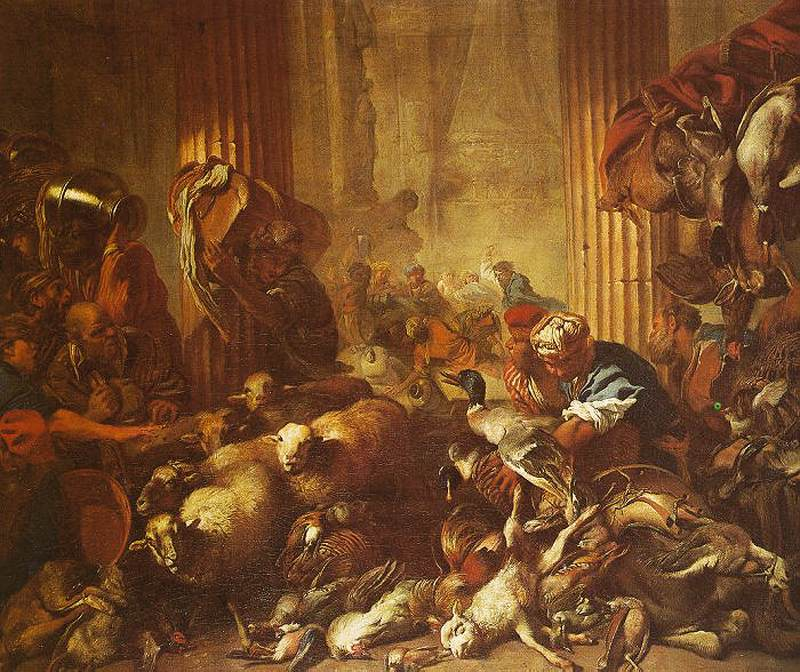
Christus verdrijft de geldwisselaars uit de tempel

## Biografie
Castiglione werd geboren in Genua. Het is niet duidelijk waar hij zijn eerste training ontving. Hij heeft mogelijk gestudeerd bij Sinibaldo Scorza. Wittkower beschrijft hem als een gepassioneerd leerling van Anthony van Dyck, die in Genua aankwam in 1621, en van Peter Paul Rubens, die gedurende het eerste decennium van de 17de eeuw in de stad verbleef en wiens schilderijen er gemakkelijk toegankelijk waren. Hij heeft mogelijk gestudeerd onder de Genuese kunstenaar Bernardo Strozzi. Hij woonde in Rome van 1634 tot ongeveer 1645, waarna hij naar Genua terugkeerde. Hij reisde ook naar Florence en Napels. Hij was terug in Rome in 1647. In 1651 verhuisde hij naar Mantua waar hij hofschilder werd voor Carlo II Gonzaga, de hertog van Mantua en Montferrat en diens echtgenote, aartshertogin Isabella Chiara van Oostenrijk. In zijn latere jaren leed hij zwaar aan jicht. Hij stierf in Mantua in 1664.

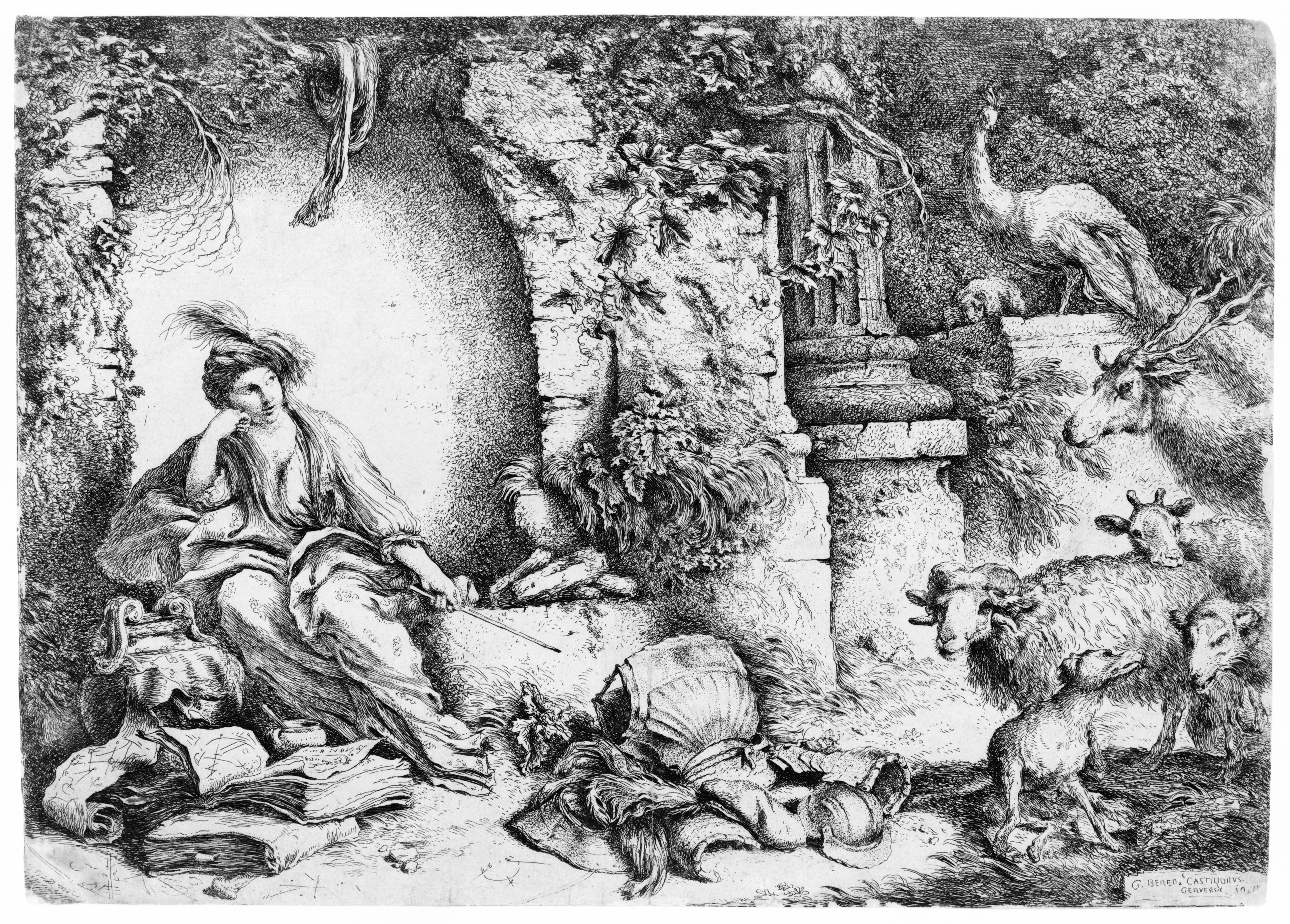
Melancholie (ets)

## Werken
Castiglione schilderde portretten, historiestukken en landschappen, maar blonk vooral uit in scènes van lokale markten en dieren. Een van zijn favoriete onderwerpen was de ark van Noach en de dieren in de ark.
Zijn schilderijen zijn te vinden in Rome, Venetië, Napels, Florence en meer in het bijzonder Genua en Mantua. De Geboorte van Jezus die hij schilderde voor de kerk van San Luca in Genua behoort tot zijn beroemdste schilderijen. Het Louvre museum bezit acht kenmerkende voorbeelden van zijn oeuvre.
Castiglione was een briljant tekenaar en een pionier in de ontwikkeling van de olieverfschets (vaak met behulp van een mengsel van verschillende media) als een voltooid werk. Olieverfschetsen werden daarvoor enkel gebruikt door schilders zoals Rubens als voorstudies voor een afgewerkte werken. Hij keerde vaak terug naar dezelfde onderwerpen maar met beduidende verschillen in compositie.
Hij heeft ook een groot aantal etsen gemaakt. De etsen zijn gekenmerkt door het gebruik van de clair-obscur techniek in navolging van Rembrandt. Hij leerde Rembrandts etsen kennen in 1630. In ongeveer 1648 vond hij de monoprint uit.
Castiglione stond bekend om zijn vermogen om dieren te schilderen. Bijvoorbeeld, in het schilderij met de title ‘’Jezus verjaagt de geldwisselaars uit de tempel’’ vormt het religieuze gebeuren louter de achtergrond van het schilderij, terwijl de stormloop van de dieren veel prominenter wordt voorgesteld.
In Mantua kreeg hij de bijnaam Il Grechetto (de Griek), omwille van de klassieke (Griekse) atmosfeer van zijn pastorale voorstellingen. Zijn broer Salvatore en zijn zoon Francesco blonken uit in dezelfde onderwerpen. Men vermoedt dat talrijke schilderijen die worden toegeschreven aan Benedetto enkel copies zijn van zijn werk of originelen van de hand van zijn zoon of broer. Zijn schilderkunst oefende invloed uit op Antonio Maria Vassallo (ca. 1640-'60). en zijn grafisch werk op de kunstenaars Antonio Maria Zanetti, Michele l'Asne, Louis de Chatillon, and Coreneille Coemans.

## Galerij

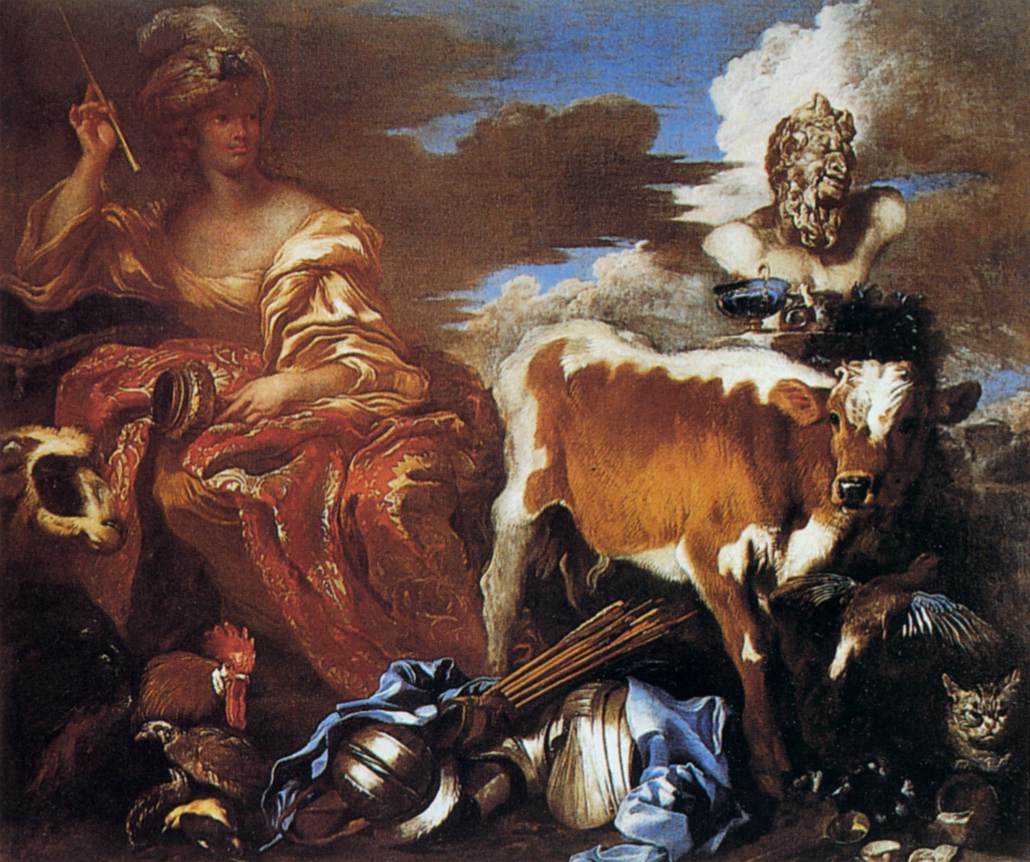
Circe
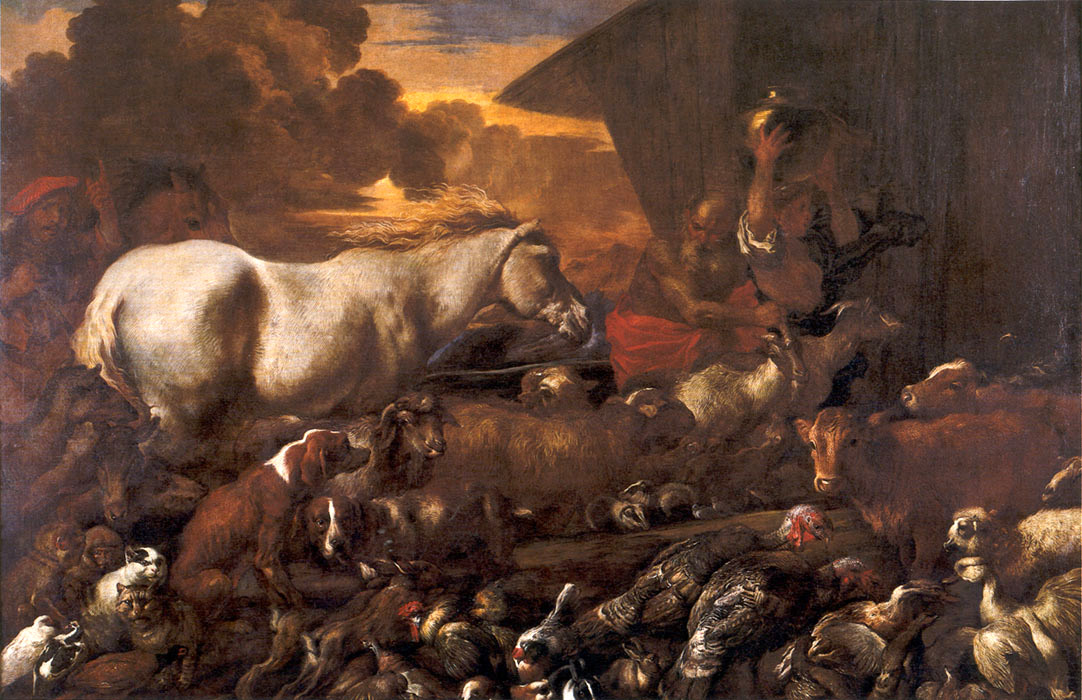
Noach leidt de dieren op de ark
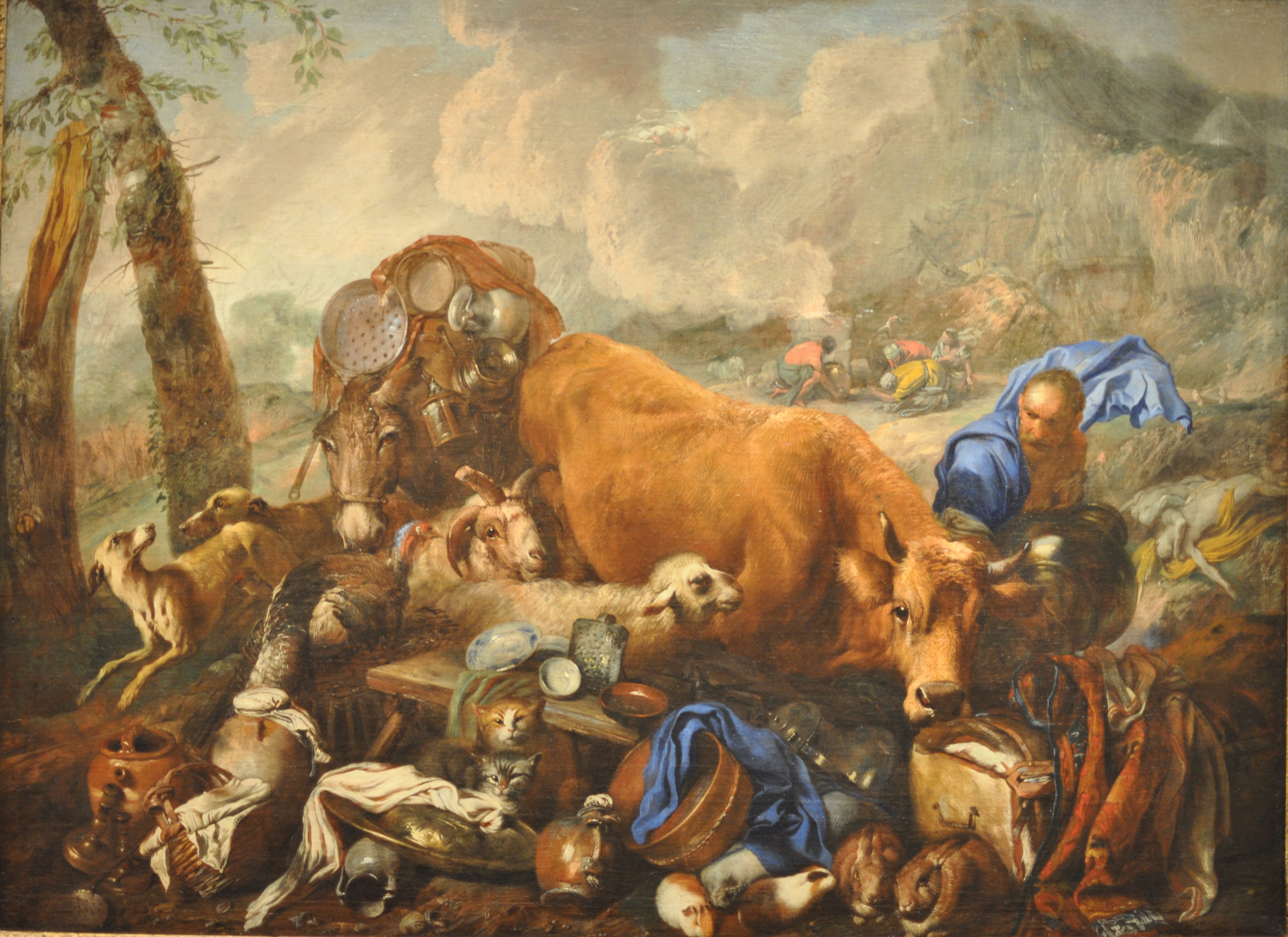
Noachs offer na de zondvloed
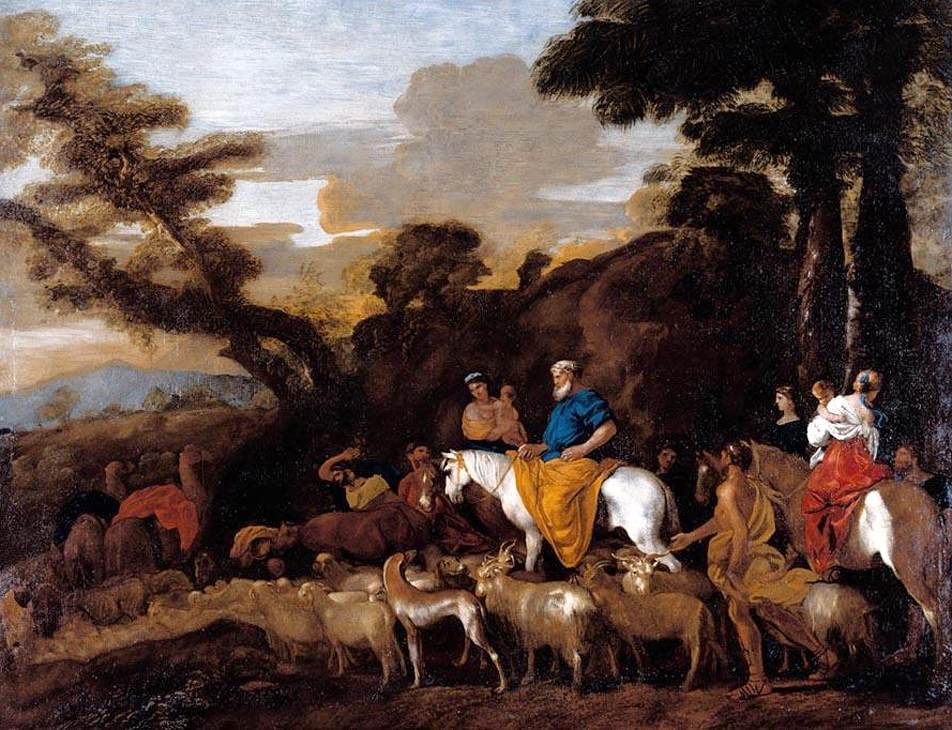
Jacob leidt de kuddes van Laban
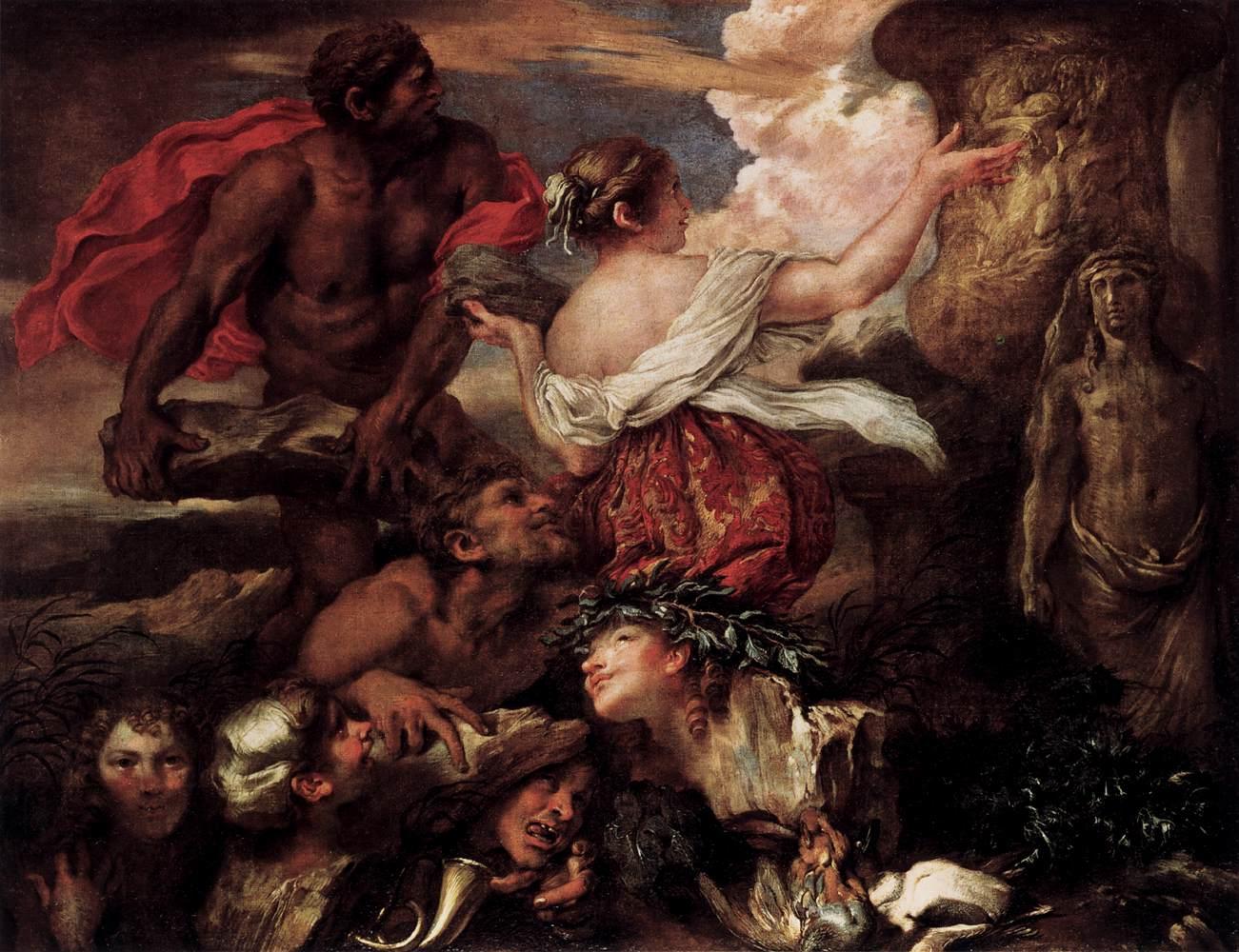
Pyrrha en Deucalion
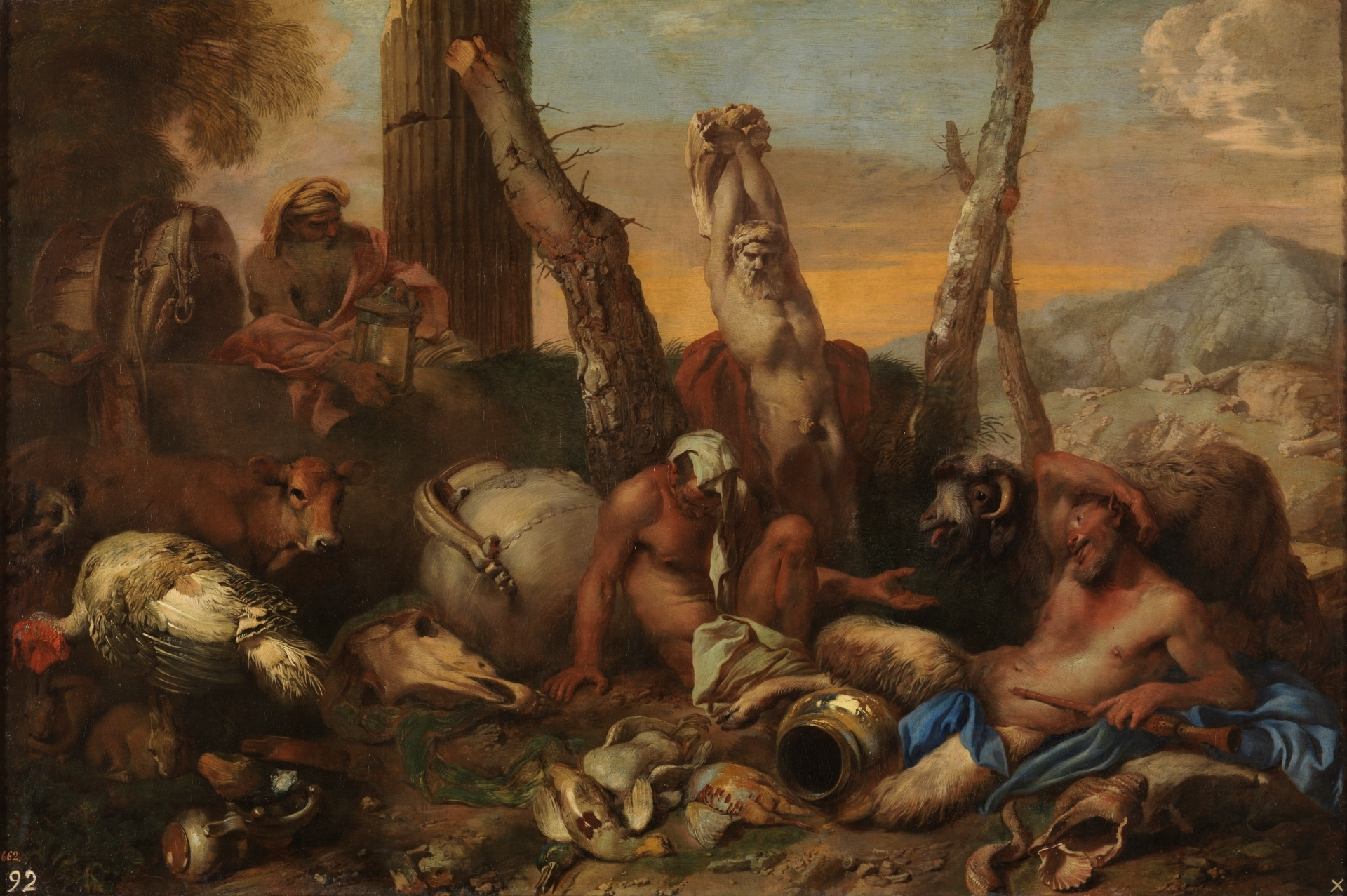
Diogenes.
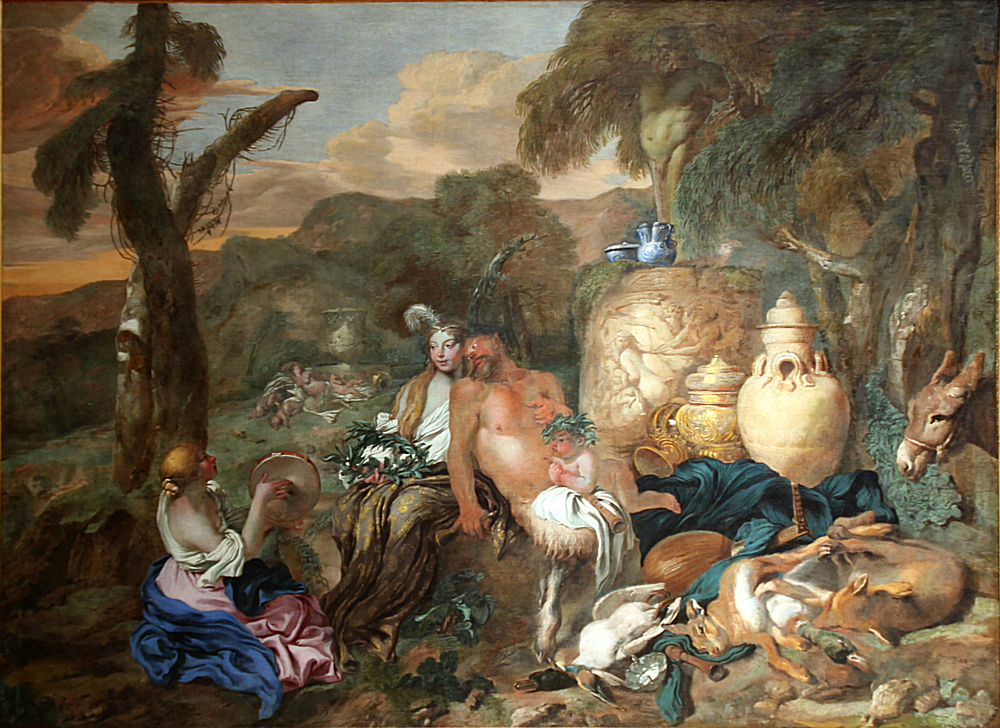
Bakchant and sater
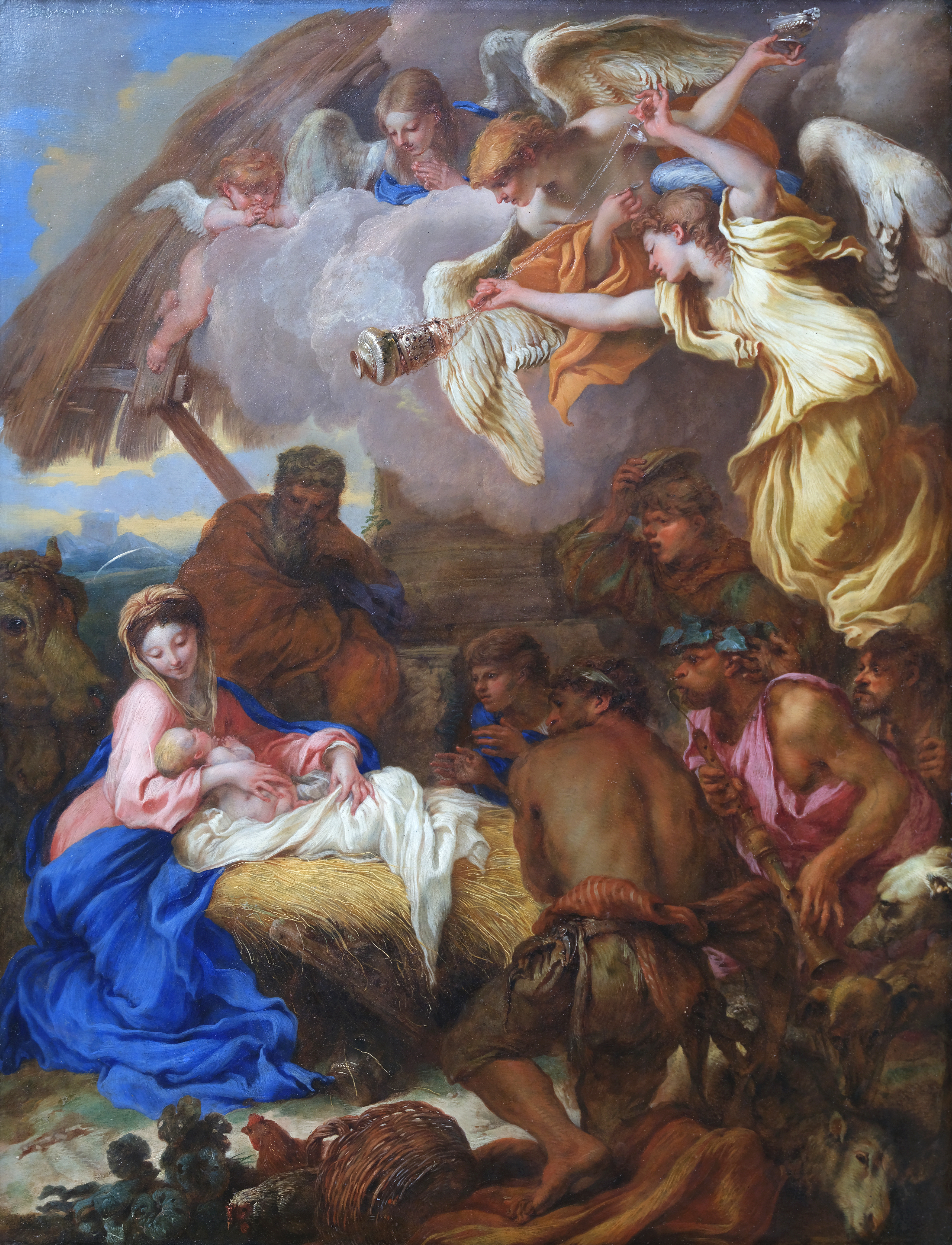
De aanbidding van de herders
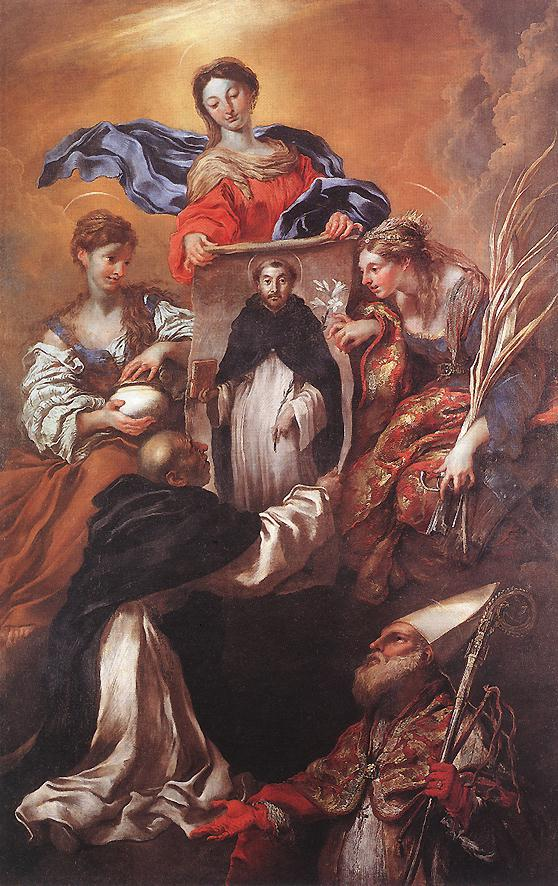
Het mirakel van Soriano
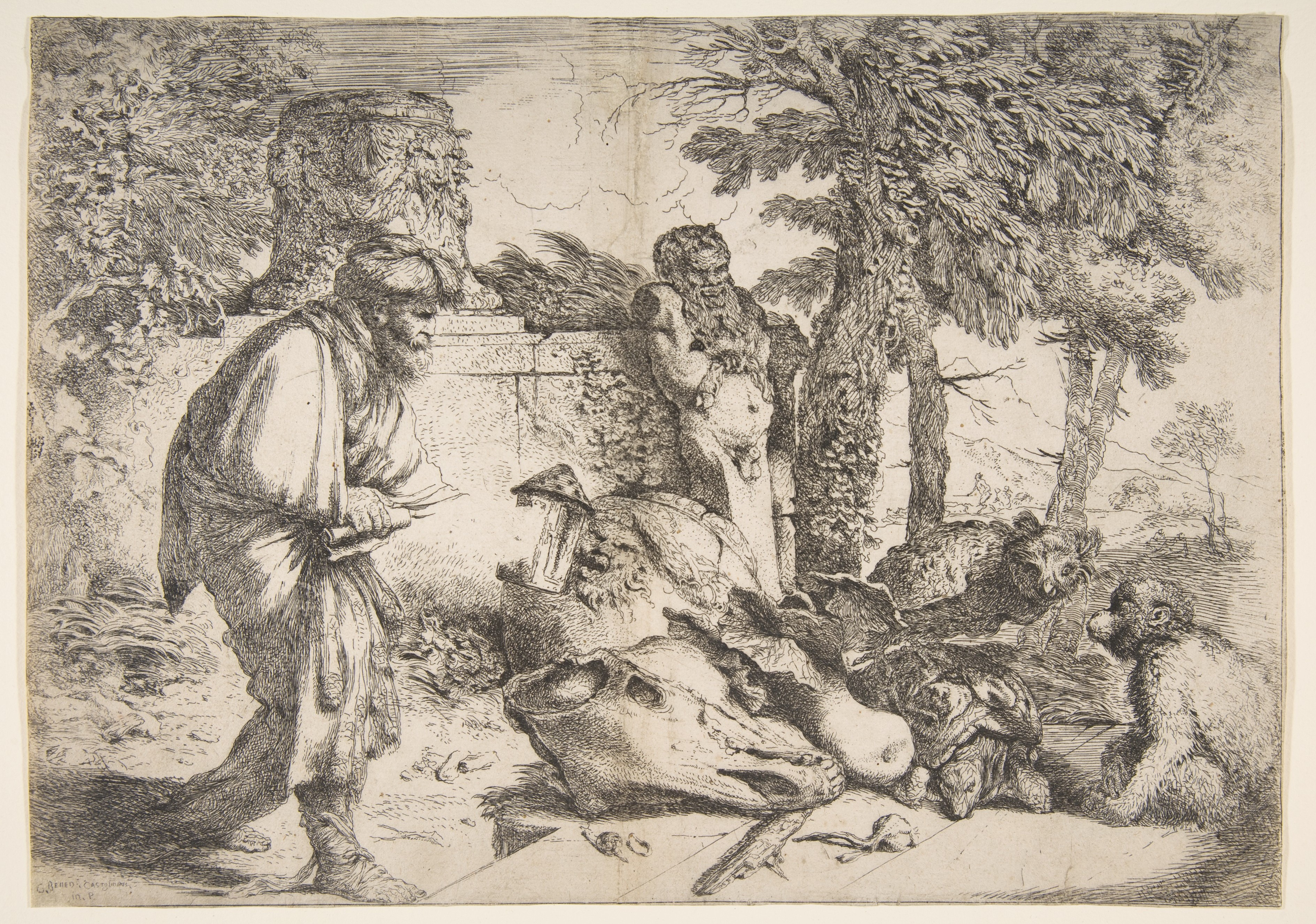
Diogenes op zoek naar een eerlijk man.
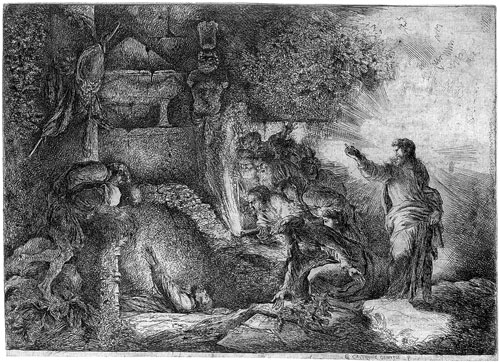
De opwekking van Lazarus c. 1648.